# Lepuix-Neuf
Lepuix-Neuf (deutsch früher Sood) ist eine französische Gemeinde im Département Territoire de Belfort in der Region Bourgogne-Franche-Comté.

## Geographie
Lepuix-Neuf liegt auf 413 m über dem Meer, acht Kilometer ostnordöstlich von Delle und etwa 21 Kilometer ostsüdöstlich der Stadt Belfort (Luftlinie). Das ehemalige Straßenzeilendorf erstreckt sich auf einem Plateau im Flachland der Burgundischen Pforte im Einzugsbereich der Suarcine.
Die Fläche des 5,46 km² großen Gemeindegebiets umfasst einen Abschnitt der leicht gewellten Landschaft im Bereich der Burgundischen Pforte (Trouée de Belfort). Der Hauptteil des Gebietes wird von einem Plateau eingenommen, das durchschnittlich auf 400 m liegt. Es ist überwiegend mit Acker- und Wiesland bedeckt, zeigt aber auch einige größere Waldflächen. Mit 418 m wird auf einer Anhöhe südöstlich des Dorfes die höchste Erhebung von Lepuix-Neuf erreicht. In Mulden- und Tallagen befinden sich zahlreiche Weiher, die für die Fischzucht angelegt wurden. Entwässert wird das Gebiet durch den Dorfbach nach Norden zur Suarcine. Im Osten reicht das Gemeindeareal bis in die Talmulde der oberen Suarcine, die gleichzeitig die Grenze zum östlich gelegenen Oberwald bildet. Auch im Süden und Westen verläuft die Grenze im Banbois und im Grand Bois entlang großer Waldflächen.
Nachbargemeinden von Lepuix-Neuf sind Suarce und Hindlingen im Norden, Friesen und Ueberstrass im Osten, Réchésy im Süden sowie Courtelevant im Südwesten.

## Geschichte
Erstmals urkundlich erwähnt wurde Lepuix-Neuf 1189 unter dem Namen Albapoys. In der ersten Hälfte des 14. Jahrhunderts gelangte das Dorf unter die Oberhoheit der Habsburger. Es war Teil der Herrschaft Florimont. Zusammen mit dem Sundgau kam Lepuix mit dem Westfälischen Frieden 1648 an die französische Krone. Seit 1793 gehörte das Dorf zum Département Haut-Rhin, verblieb jedoch 1871 als Teil des Territoire de Belfort im Gegensatz zum restlichen Elsass bei Frankreich.
Durch eine Bahnlinie, die von Belfort nach Réchésy führte, wurde das Dorf 1913 an das französische Eisenbahnnetz angebunden. Der Betrieb wurde jedoch 1948 wieder eingestellt. Im November 1944 wurden im Gebiet von Lepuix-Neuf, Réchésy und Suarce heftige Kämpfe zwischen den Alliierten und den deutschen Truppen ausgetragen, bei denen die Kirche und zahlreiche Häuser zerstört wurden. Um eine Verwechslung mit der gleichnamigen Gemeinde Lepuix bei Giromagny zu vermeiden, wurde Lepuix 1961 offiziell in Lepuix-Neuf umbenannt.

## Sehenswürdigkeiten

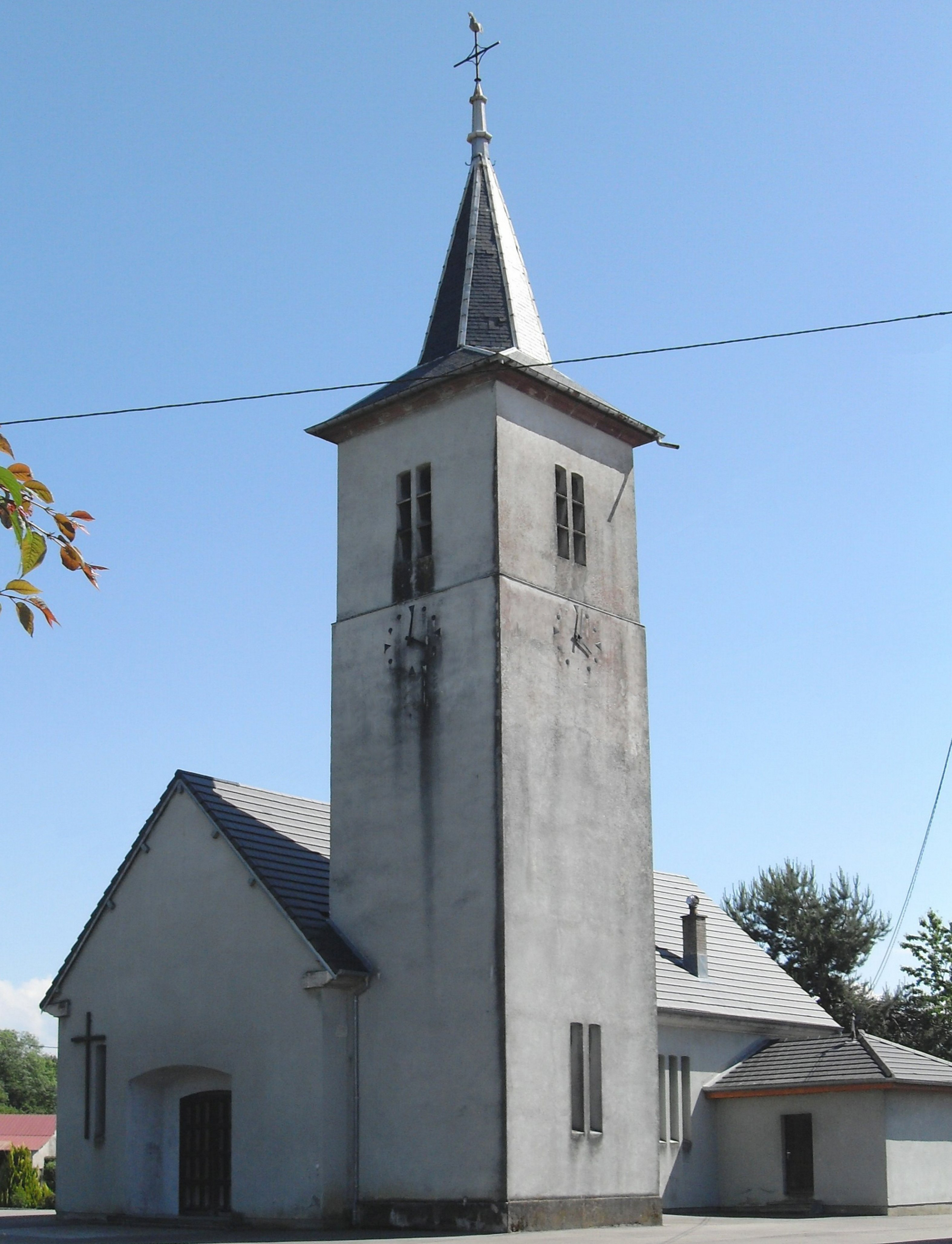
Kirche Saint-Nicolas

Die Dorfkirche Saint-Nicolas wurde nach dem Zweiten Weltkrieg neu erbaut. Im Ortszentrum befindet sich ein Bildstock aus Kalkstein, der die Heilige Jungfrau in einer Grotte darstellt.

## Bevölkerung
| Jahr      | 1962 | 1968 | 1975 | 1982 | 1990 | 1999 | 2007 |
| Einwohner | 203  | 187  | 203  | 232  | 251  | 242  | 263  |

Mit 315 Einwohnern (1. Januar 2022) gehört Lepuix-Neuf zu den kleinen Gemeinden des Département Territoire de Belfort. Nachdem die Einwohnerzahl in der ersten Hälfte des 20. Jahrhunderts deutlich abgenommen hatte (1891 wurden noch 350 Personen gezählt), wurde seit Beginn der 1970er Jahre wieder ein Bevölkerungswachstum verzeichnet.

## Wirtschaft und Infrastruktur
Lepuix-Neuf war bis weit ins 20. Jahrhundert hinein ein vorwiegend durch die Landwirtschaft (Ackerbau, Obstbau und Viehzucht) und die Fischzucht geprägtes Dorf. Daneben gibt es heute einige Betriebe des lokalen Kleingewerbes. Mittlerweile hat sich das Dorf zu einer Wohngemeinde gewandelt. Viele Erwerbstätige sind deshalb Wegpendler, die in den größeren Ortschaften der Umgebung und in der Agglomeration Belfort ihrer Arbeit nachgehen.
Die Ortschaft liegt abseits der größeren Straßenverbindungen an einer Departementsstraße, die von Suarce nach Réchésy führt. Weitere Straßenverbindungen bestehen mit Courtelevant und Friesen.